# 广东高州中学
广东高州中学（英語：Guangdong Gaozhou Middle School），原广东省立第九中学，简称“广高”，是位于中国广东省高州市的一所公办全日制中学，前身为创建于明代（1569年）的南岳书院，1905年3月15日正式办学，是民國時期廣東省的十三所省立中學之一，现为广东省一级中学、广东省国家级示范性普通高中。学校原址位于高州市城区中山路31号，占地面积达50亩，2002年9月起搬迁至高州市城南茂岭，校园面积13万多平方米，占地200多亩，原址续办广东高州中学初中校区。

## 历史

### 建校前
据《高州府志》卷十三记载，高州府学始建于元代大德八年（1304年）。明代隆庆三年（1569年），时任高州知府吴国伦将府学改称南岳书院，万历四十年（1612年），时任高州知府曹志遇重修郡学，扩大规模，改称笔山书院。清康熙四十八年（1710年）更名敷文书院，嘉庆五年（1801年）更名高文书院。

### 建校后
1903年，高雷廉巡道吴永委與邑紳士籌備建立學堂，議決將高文書院改建爲高郡中學堂。1904年7月，修建擴建學舍竣工。1905年，農曆二月初十（即新歷3月15日）正式開學，招新生160人，分3班授課，其時教師有周相臣、朱振基、盧易初等高州府知名人士。1911年，更名为“高州官立中学”，1913年6月改校名爲“廣東省立高州中學”，1926年7月改称“广东省立第九中学”，1935年改名爲“廣東省省立高州中學”。 1940年，受抗战影响，学校迁至高州黃塘鄉雙花村、大坡垌村（今高州水庫庫區），后一度遷址至城東郊鎮頭嶺附近荒地及曹江帅堂村。1944年2月，学校迁回高州城原址（原高文書院舊址）。1950年广东省教育厅行文将学校命名为"广东高州中学"。
1969年，受文革影响，学校被下令解散，原址改为高州县委第二招待所。1978年4月，原址复办高州中学。
1995年4月，学校被评为广东省一级学校。2008年5月，成为第一批广东省国家级示范性普通高中。
2020年，高州市第六中学并入广东高州中学初中校区，原址改为“广东高州中学初中校区北街分部”。

## 建筑景观

### 学砚塘
又名砚池、墨砚塘，原址位于现高州中学初中校区东南角，与文笔塔、笔架山、挂榜岭并称为高州城的“文房四宝”，相传古人藏宝砚于学砚塘内，故塘中水色甚黑。学砚塘历经修葺清挖，形状亦因修建塑胶跑道缘故缩小为规则的半圆形。学校高中部2002年搬迁至新校区后，为继承传统，将校园东南角的人工湖亦命名为学砚塘，在塘边矗立农业科学家丁颖、教育家林励儒、美术家丁衍庸、党史研究专家廖盖隆等知名校友的雕像。

### 校友堂
位于现高州中学初中校区学砚塘西侧，始建于1949年，原为坐东向西的砖木结构高台建筑，由当时全校师生自发捐款建成，以时任校长梁同寅的姓名命名为“同寅堂”，以纪念他任校长十年来的贡献，台上南侧墙根立有石碑，记述建堂缘由及捐资人姓名，后被梁同寅校长改名为“解放台”，1958年又易名为“文娱台”，文革时期被拆除。1995年原址重建，命名为“校友堂”。

### 寶珠堂
位於新校區田徑運動場西側，是高州中學舉行校園活動的重要場所。寶珠堂東西兩側用巨大汉隶体纂刻清代同治、光绪两位皇帝的老师翁同龢在公元1889年给广东高州中学前身高文书院所题的楹联“学有根基培养坚时乃担得圣贤许多事业，士先器识源流贯后方做成民物莫大文章”。

### 丁衍庸艺术馆
位于新校区校园东南侧，围新学砚塘而建，以纪念杰出艺术家及校友丁衍庸。2002年，丁衍庸的家屬與部分熱心學生在丁衍庸紀念活動時，發起了為丁衍庸先生家鄉高州建立一所以丁教授為名、用於收藏及長期展覽丁教授作品的藝術館。经过3年多的建设，丁衍庸艺术馆于高州中学新校区内落成。

### 校友立石
两块校友立石于2010年建校105周年庆典时揭幕，现已成为学校的文化景观标志。其中，校名立石由1980届全体同学捐赠，位于新校区办公楼草坪前端正中，正对学校正门，取意“坚如磐石”，正面“广东高州中学”六个大字，采用曾担任副校长的陆士风先生手迹。“止于至善”立石由1988届全体校友捐赠，位于图书馆东草坪前，形如蟠桃，寓意年年桃李，岁岁芬芳，立石刻字为“止于至善”，语出《礼记·大学》，意谓“达到极美的境界”，勉励师生积极进取，力争上游。

## 历任校长
| 姓名   | 任期           |
| ------ | -------------- |
| 江慎中 | 1904-1907      |
| 黄敏   | 1907           |
| 高葆勋 | 1908           |
| 周廷劢 | 1908.1         |
| 陈树森 | 1912           |
| 程焕球 | 1913-1914      |
| 林正煊 | 1914           |
| 陈宪弼 | 1915-1916      |
| 林拔萃 | 1916-1918      |
| 程焕球 | 1918-1920      |
| 骆呜銮 | 1920.5-1920.8  |
| 欧钟瑞 | 1920-1926      |
| 彭泽夏 | 1927-1928      |
| 古懋维 | 1928-1932      |
| 梁麟   | 1935-1937      |
| 余兆田 | 1937-1938      |
| 曾绍洙 | 1938-1940      |
| 陈智乾 | 1940.2-1940.8  |
| 梁同寅 | 1940.8-1957    |
| 王泽   | 1959           |
| 邱继英 | 1960-1967      |
| 邓克   | 1978           |
| 屈伟昌 | 1979-1980      |
| 梁广鉴 | 1981-1984      |
| 陈耀良 | 1985-1990      |
| 陈永年 | 1991-1995.7    |
| 何祖干 | 1995.8-1998.7  |
| 崔华龙 | 1998.8-2004.7  |
| 黄庆辉 | 2004.8-2007.9  |
| 崔华龙 | 2007.10-2008.7 |
| 潘裕岳 | 2008.8-2016.7  |
| 赖力   | 2016.8-2017.7  |
| 钟革辉 | 2017.8-2021.7  |
| 黄炬光 | 2021.8-        |

## 校歌
筆架山下鑑水奔騰

一代新人茁壯長成

继承革命先辈光荣传统

发扬严勤实活的优良校风

蘸起学砚塘水刻苦研磨

仰望文笔塔顶勇敢攀登

爱国团结勤奋进取

四化重担我们担承

面向世界面向未来

把辉煌写在万里征程

## 学生社团活动

### 学生组织

#### 服务型
- 团委/学生会
- 社团联合会
- 国旗队
- 爱心社
- 广播团
- 记者团

#### 兴趣型
- 羽毛球协会
- 诗词楹联协会
- 口才协会
- 书画协会
- 希望文学社
- 电脑协会
- 诗词协会
- 心理协会
- 街舞社
- 摄影爱好者协会

### 学生活动
- 春季：
  - 校慶系列活動
    - “十佳学生”竞选大賽
    - 拔河比賽／籃球比賽
    - 校庆游园大会
    - 校庆文艺晚会

  - 跑操、广播体操比赛
- 夏季：
  - 班級合唱比賽
  - 詩歌朗誦大賽
  - 高一級籃球全明星對抗賽
  - “因你而聲”英語配音晚會
- 秋季：
  - 田径运动会
- 冬季：
  - 高二級班際籃球聯賽
  - 高二級學生成人禮
  - 校園藝術節
    - 學生才藝大賽／“我声飞扬”校园歌唱大赛

## 知名校友
- 丁颖（著名农业科学家、教育家，中国现代稻作科学主要奠基人）
- 林砺儒（著名教育家）
- 丁衍庸（著名艺术家）